# Oceaniska mästerskapet i fotboll 2004
Oceaniska mästerskapet i fotboll 2004 ingick i OFC-kvalet till VM 2006, förutom finalerna (separata playoffmatcher mellan Australien och Salomonöarna spelades i september 2005, som kvalmatcher till VM 2006).
Tävlingen delades in i två grupper, med Australien och Nya Zeeland seeded till andra gruppspelsomgången. Australien blev oceaniska mästare och kvalade in till FIFA Confederations Cup 2005.

## Kvalomgången
De tio lagen i kvalomgången delades in i två femlagsgrupper. Alla mötte alla en gång inom grupperna. De två bästa gick vidare till ett andra gruppspel där de fick sällskap av de två seedade lagen.

### Grupp 1
| Nr | Lag            | S | V | O | F | GM | IM | MS  | P  |
| -- | -------------- | - | - | - | - | -- | -- | --- | -- |
| 1  | Salomonöarna   | 4 | 3 | 1 | 0 | 14 | 1  | +13 | 10 |
| 2  | Tahiti         | 4 | 2 | 2 | 0 | 5  | 1  | +4  | 8  |
| 3  | Nya Kaledonien | 4 | 2 | 1 | 1 | 16 | 2  | +14 | 7  |
| 4  | Tonga          | 4 | 1 | 0 | 3 | 2  | 17 | −15 | 3  |
| 5  | Cooköarna      | 4 | 0 | 0 | 4 | 1  | 17 | −16 | 0  |

|        | 10 maj 2004 | Salomonöarna                                                       | 6 – 0 | Tonga | Lawson Tama Stadium                                    |                                                        |
| UTC+11 | UTC+11      | Henry Fa'arodo 12′, 30′, 77′ Alick Maemae 62′, 76′ Jack Samani 79′ |       |       | Honiara Publik: 12 385 Domare: Harry Attison (Vanuatu) | Honiara Publik: 12 385 Domare: Harry Attison (Vanuatu) |
| UTC+11 | UTC+11      |                                                                    |       |       | Honiara Publik: 12 385 Domare: Harry Attison (Vanuatu) | Honiara Publik: 12 385 Domare: Harry Attison (Vanuatu) |
| UTC+11 | UTC+11      |                                                                    |       |       | Honiara Publik: 12 385 Domare: Harry Attison (Vanuatu) | Honiara Publik: 12 385 Domare: Harry Attison (Vanuatu) |

|              | 10 maj 2004  | Tahiti                            | 2 – 0   | Cooköarna | Lawson Tama Stadium                                  |                                                      |
| 16:00 UTC+11 | 16:00 UTC+11 | Axel Temataua 2′ Rino Moretta 80′ | (1 – 0) |           | Honiara Publik: 12 000 Domare: Rajendra Singh (Fiji) | Honiara Publik: 12 000 Domare: Rajendra Singh (Fiji) |
| 16:00 UTC+11 | 16:00 UTC+11 |                                   |         |           | Honiara Publik: 12 000 Domare: Rajendra Singh (Fiji) | Honiara Publik: 12 000 Domare: Rajendra Singh (Fiji) |
| 16:00 UTC+11 | 16:00 UTC+11 |                                   |         |           | Honiara Publik: 12 000 Domare: Rajendra Singh (Fiji) | Honiara Publik: 12 000 Domare: Rajendra Singh (Fiji) |

|              | 12 maj 2004  | Salomonöarna                                                                          | 5 – 0   | Cooköarna | Lawson Tama Stadium                                  |                                                      |
| 14:00 UTC+11 | 14:00 UTC+11 | Stanley Waita 21′ Gideon Omokirio 27′ Jack Samani 45′ Alick Maemae 70′ Leo Leslie 81′ | (3 – 0) |           | Honiara Publik: 14 000 Domare: Lencie Fred (Vanuatu) | Honiara Publik: 14 000 Domare: Lencie Fred (Vanuatu) |
| 14:00 UTC+11 | 14:00 UTC+11 |                                                                                       |         |           | Honiara Publik: 14 000 Domare: Lencie Fred (Vanuatu) | Honiara Publik: 14 000 Domare: Lencie Fred (Vanuatu) |
| 14:00 UTC+11 | 14:00 UTC+11 |                                                                                       |         |           | Honiara Publik: 14 000 Domare: Lencie Fred (Vanuatu) | Honiara Publik: 14 000 Domare: Lencie Fred (Vanuatu) |

|              | 12 maj 2004  | Tahiti | 0 – 0   | Nya Kaledonien | Lawson Tama Stadium                                 |                                                     |
| 16:00 UTC+11 | 16:00 UTC+11 |        | (0 – 0) |                | Honiara Publik: 14 000 Domare: Leone Rakaroi (Fiji) | Honiara Publik: 14 000 Domare: Leone Rakaroi (Fiji) |
| 16:00 UTC+11 | 16:00 UTC+11 |        |         |                | Honiara Publik: 14 000 Domare: Leone Rakaroi (Fiji) | Honiara Publik: 14 000 Domare: Leone Rakaroi (Fiji) |
| 16:00 UTC+11 | 16:00 UTC+11 |        |         |                | Honiara Publik: 14 000 Domare: Leone Rakaroi (Fiji) | Honiara Publik: 14 000 Domare: Leone Rakaroi (Fiji) |

|              | 15 maj 2004  | Tonga                                | 2 – 1   | Cooköarna         | Lawson Tama Stadium                                                |                                                                    |
| 14:00 UTC+11 | 14:00 UTC+11 | Mark Uhatahi 46′ Viliami Vaitaki 61′ | (0 – 0) | 59′ John Pareanga | Honiara Publik: 15 000 Domare: Salaiau Sosongan (Papua Nya Guinea) | Honiara Publik: 15 000 Domare: Salaiau Sosongan (Papua Nya Guinea) |
| 14:00 UTC+11 | 14:00 UTC+11 |                                      |         |                   | Honiara Publik: 15 000 Domare: Salaiau Sosongan (Papua Nya Guinea) | Honiara Publik: 15 000 Domare: Salaiau Sosongan (Papua Nya Guinea) |
| 14:00 UTC+11 | 14:00 UTC+11 |                                      |         |                   | Honiara Publik: 15 000 Domare: Salaiau Sosongan (Papua Nya Guinea) | Honiara Publik: 15 000 Domare: Salaiau Sosongan (Papua Nya Guinea) |

|              | 15 maj 2004  | Salomonöarna                        | 2 – 0   | Nya Kaledonien | Lawson Tama Stadium                                    |                                                        |
| 16:00 UTC+11 | 16:00 UTC+11 | Gideon Omokirio 10′ George Suri 42′ | (2 – 0) |                | Honiara Publik: 20 000 Domare: Harry Attison (Vanuatu) | Honiara Publik: 20 000 Domare: Harry Attison (Vanuatu) |
| 16:00 UTC+11 | 16:00 UTC+11 |                                     |         |                | Honiara Publik: 20 000 Domare: Harry Attison (Vanuatu) | Honiara Publik: 20 000 Domare: Harry Attison (Vanuatu) |
| 16:00 UTC+11 | 16:00 UTC+11 |                                     |         |                | Honiara Publik: 20 000 Domare: Harry Attison (Vanuatu) | Honiara Publik: 20 000 Domare: Harry Attison (Vanuatu) |

|              | 17 maj 2004  | Nya Kaledonien                                                                       | 8 – 0   | Cooköarna | Lawson Tama Stadium                               |                                                   |
| 14:00 UTC+11 | 14:00 UTC+11 | Pierre Wajoka 3′ Michel Hmae 20′, 40′, 42′, 52′, 85′ Ramon Djamali 25′ José Hmae 35′ | (6 – 0) |           | Honiara Publik: 400 Domare: Rajendra Singh (Fiji) | Honiara Publik: 400 Domare: Rajendra Singh (Fiji) |
| 14:00 UTC+11 | 14:00 UTC+11 |                                                                                      |         |           | Honiara Publik: 400 Domare: Rajendra Singh (Fiji) | Honiara Publik: 400 Domare: Rajendra Singh (Fiji) |
| 14:00 UTC+11 | 14:00 UTC+11 |                                                                                      |         |           | Honiara Publik: 400 Domare: Rajendra Singh (Fiji) | Honiara Publik: 400 Domare: Rajendra Singh (Fiji) |

|              | 17 maj 2004  | Tahiti                              | 2 – 0   | Tonga | Lawson Tama Stadium                                             |                                                                 |
| 16:00 UTC+11 | 16:00 UTC+11 | Gabriel Wajoka 1′ Axel Temataua 78′ | (1 – 0) |       | Honiara Publik: 400 Domare: Salaiau Sosongan (Papua Nya Guinea) | Honiara Publik: 400 Domare: Salaiau Sosongan (Papua Nya Guinea) |
| 16:00 UTC+11 | 16:00 UTC+11 |                                     |         |       | Honiara Publik: 400 Domare: Salaiau Sosongan (Papua Nya Guinea) | Honiara Publik: 400 Domare: Salaiau Sosongan (Papua Nya Guinea) |
| 16:00 UTC+11 | 16:00 UTC+11 |                                     |         |       | Honiara Publik: 400 Domare: Salaiau Sosongan (Papua Nya Guinea) | Honiara Publik: 400 Domare: Salaiau Sosongan (Papua Nya Guinea) |

|              | 19 maj 2004  | Nya Kaledonien                                                                                   | 8 – 0   | Tonga | Lawson Tama Stadium                                  |                                                      |
| 14:00 UTC+11 | 14:00 UTC+11 | José Hmae 4′ Paul Poatinda 26′, 42′, 79′ Michel Hmae 45′ Pierre Wajoka 54′, 58′ Robert Kaumé 72′ | (4 – 0) |       | Honiara Publik: 14 000 Domare: Lencie Fred (Vanuatu) | Honiara Publik: 14 000 Domare: Lencie Fred (Vanuatu) |
| 14:00 UTC+11 | 14:00 UTC+11 |                                                                                                  |         |       | Honiara Publik: 14 000 Domare: Lencie Fred (Vanuatu) | Honiara Publik: 14 000 Domare: Lencie Fred (Vanuatu) |
| 14:00 UTC+11 | 14:00 UTC+11 |                                                                                                  |         |       | Honiara Publik: 14 000 Domare: Lencie Fred (Vanuatu) | Honiara Publik: 14 000 Domare: Lencie Fred (Vanuatu) |

|              | 19 maj 2004  | Salomonöarna    | 1 – 1   | Tahiti            | Lawson Tama Stadium                                 |                                                     |
| 16:00 UTC+11 | 16:00 UTC+11 | Batram Suri 80′ | (0 – 1) | 30′ Vincent Simon | Honiara Publik: 18 000 Domare: Leone Rakaroi (Fiji) | Honiara Publik: 18 000 Domare: Leone Rakaroi (Fiji) |
| 16:00 UTC+11 | 16:00 UTC+11 |                 |         |                   | Honiara Publik: 18 000 Domare: Leone Rakaroi (Fiji) | Honiara Publik: 18 000 Domare: Leone Rakaroi (Fiji) |
| 16:00 UTC+11 | 16:00 UTC+11 |                 |         |                   | Honiara Publik: 18 000 Domare: Leone Rakaroi (Fiji) | Honiara Publik: 18 000 Domare: Leone Rakaroi (Fiji) |

### Grupp 2
| Nr | Lag               | S | V | O | F | GM | IM | MS  | P  |
| -- | ----------------- | - | - | - | - | -- | -- | --- | -- |
| 1  | Vanuatu           | 4 | 3 | 1 | 0 | 16 | 2  | +14 | 10 |
| 2  | Fiji              | 4 | 3 | 0 | 1 | 19 | 5  | +14 | 9  |
| 3  | Papua Nya Guinea  | 4 | 2 | 1 | 1 | 17 | 6  | +11 | 7  |
| 4  | Samoa             | 4 | 1 | 0 | 3 | 5  | 11 | −6  | 3  |
| 5  | Amerikanska Samoa | 4 | 0 | 0 | 4 | 1  | 34 | −33 | 0  |

|              | 10 maj 2004  | Papua Nya Guinea | 1 – 1   | Vanuatu          | Toleofoa Joseph Blatter Soccer Complex               |                                                      |
| 14:00 UTC−11 | 14:00 UTC−11 | Mauri Wasi 73′   | (0 – 0) | 90+′ Simon Lauru | Apia Publik: 500 Domare: Matthew Breeze (Australien) | Apia Publik: 500 Domare: Matthew Breeze (Australien) |
| 14:00 UTC−11 | 14:00 UTC−11 |                  |         |                  | Apia Publik: 500 Domare: Matthew Breeze (Australien) | Apia Publik: 500 Domare: Matthew Breeze (Australien) |
| 14:00 UTC−11 | 14:00 UTC−11 |                  |         |                  | Apia Publik: 500 Domare: Matthew Breeze (Australien) | Apia Publik: 500 Domare: Matthew Breeze (Australien) |

|              | 10 maj 2004  | Samoa                                                             | 4 – 0   | Amerikanska Samoa | Toleofoa Joseph Blatter Soccer Complex              |                                                     |
| 16:00 UTC−11 | 16:00 UTC−11 | Dennis Bryce 12′ Tama Fasavalu 30′, 53′ Junior Michael 66′ (str.) | (2 – 0) |                   | Apia Publik: 500 Domare: Michael Afu (Salomonöarna) | Apia Publik: 500 Domare: Michael Afu (Salomonöarna) |
| 16:00 UTC−11 | 16:00 UTC−11 |                                                                   |         |                   | Apia Publik: 500 Domare: Michael Afu (Salomonöarna) | Apia Publik: 500 Domare: Michael Afu (Salomonöarna) |
| 16:00 UTC−11 | 16:00 UTC−11 |                                                                   |         |                   | Apia Publik: 500 Domare: Michael Afu (Salomonöarna) | Apia Publik: 500 Domare: Michael Afu (Salomonöarna) |

|              | 12 maj 2004  | Amerikanska Samoa | 1 – 9   | Vanuatu | Toleofoa Joseph Blatter Soccer Complex          |                                                 |
| 14:00 UTC−11 | 14:00 UTC−11 | Natia Natia 39′   | (1 – 3) | 30′ (str.), 45+?′ Alphose Qorig 37′, 56′, 90+′ Etienne Mermer 55′ Moise Poida 65′ Seimata Chilia 80′, 90+?′ Jean Maleb | Apia Publik: 400 Domare: Neil Fox (Nya Zeeland) | Apia Publik: 400 Domare: Neil Fox (Nya Zeeland) |
| 14:00 UTC−11 | 14:00 UTC−11 |                   |         | | Apia Publik: 400 Domare: Neil Fox (Nya Zeeland) | Apia Publik: 400 Domare: Neil Fox (Nya Zeeland) |
| 14:00 UTC−11 | 14:00 UTC−11 |                   |         | | Apia Publik: 400 Domare: Neil Fox (Nya Zeeland) | Apia Publik: 400 Domare: Neil Fox (Nya Zeeland) |

|              | 12 maj 2004  | Fiji                                                                        | 4 – 2   | Papua Nya Guinea                    | Toleofoa Joseph Blatter Soccer Complex                    |                                                           |
| 16:00 UTC−11 | 16:00 UTC−11 | Pita Rabo 24′ Veresa Toma 45+?′ Laisiasa Gataurua 78′ Seveci Rokotakala 90′ | (2 – 2) | 12′ Reginald Davani 44′ Paul Komboi | Apia Publik: 400 Domare: Constantinos Diomis (Australien) | Apia Publik: 400 Domare: Constantinos Diomis (Australien) |
| 16:00 UTC−11 | 16:00 UTC−11 |                                                                             |         |                                     | Apia Publik: 400 Domare: Constantinos Diomis (Australien) | Apia Publik: 400 Domare: Constantinos Diomis (Australien) |
| 16:00 UTC−11 | 16:00 UTC−11 |                                                                             |         |                                     | Apia Publik: 400 Domare: Constantinos Diomis (Australien) | Apia Publik: 400 Domare: Constantinos Diomis (Australien) |

|              | 15 maj 2004  | Fiji | 11 – 00 | Amerikanska Samoa | Toleofoa Joseph Blatter Soccer Complex          |                                                 |
| 14:00 UTC−11 | 14:00 UTC−11 | Veresa Toma 7′, 11′, 16′ Thomas Vulivuli 24′ Seveci Rokotakala 32′, 38′ Waisake Sabutu 45+?′, 81′ Esala Masinisau 60′ Laisiasa Gataurua 75′, 77′ | (7 – 0) |                   | Apia Publik: 300 Domare: Neil Fox (Nya Zeeland) | Apia Publik: 300 Domare: Neil Fox (Nya Zeeland) |
| 14:00 UTC−11 | 14:00 UTC−11 | |         |                   | Apia Publik: 300 Domare: Neil Fox (Nya Zeeland) | Apia Publik: 300 Domare: Neil Fox (Nya Zeeland) |
| 14:00 UTC−11 | 14:00 UTC−11 | |         |                   | Apia Publik: 300 Domare: Neil Fox (Nya Zeeland) | Apia Publik: 300 Domare: Neil Fox (Nya Zeeland) |

|              | 15 maj 2004  | Samoa | 0 – 3   | Vanuatu                                              | Toleofoa Joseph Blatter Soccer Complex               |                                                      |
| 16:00 UTC−11 | 16:00 UTC−11 |       | (0 – 1) | 13′ Etienne Mermer 55′ Seimata Chilia 57′ Jean Maleb | Apia Publik: 650 Domare: Matthew Breeze (Australien) | Apia Publik: 650 Domare: Matthew Breeze (Australien) |
| 16:00 UTC−11 | 16:00 UTC−11 |       |         |                                                      | Apia Publik: 650 Domare: Matthew Breeze (Australien) | Apia Publik: 650 Domare: Matthew Breeze (Australien) |
| 16:00 UTC−11 | 16:00 UTC−11 |       |         |                                                      | Apia Publik: 650 Domare: Matthew Breeze (Australien) | Apia Publik: 650 Domare: Matthew Breeze (Australien) |

|              | 17 maj 2004  | Amerikanska Samoa | 00 – 10 | Papua Nya Guinea                                                                                               | Toleofoa Joseph Blatter Soccer Complex              |                                                     |
| 14:00 UTC−11 | 14:00 UTC−11 |                   | (0 – 7) | 23′, 24′, 40′, 79′ Reginald Davani 26′, 28′, 64′ Andrew Lepani 34′ Mauri Wasi 37′Paul Komboi 71′ Michael Lohai | Apia Publik: 150 Domare: Michael Afu (Salomonöarna) | Apia Publik: 150 Domare: Michael Afu (Salomonöarna) |
| 14:00 UTC−11 | 14:00 UTC−11 |                   |         | | Apia Publik: 150 Domare: Michael Afu (Salomonöarna) | Apia Publik: 150 Domare: Michael Afu (Salomonöarna) |
| 14:00 UTC−11 | 14:00 UTC−11 |                   |         | | Apia Publik: 150 Domare: Michael Afu (Salomonöarna) | Apia Publik: 150 Domare: Michael Afu (Salomonöarna) |

|              | 17 maj 2004  | Samoa | 0 – 4   | Fiji                                                                         | Toleofoa Joseph Blatter Soccer Complex                    |                                                           |
| 16:00 UTC−11 | 16:00 UTC−11 |       | (0 – 1) | 17′ Veresa Toma 52′ Waisake Sabutu 82′ Esala Masinisau 84′ Seveci Rokotakala | Apia Publik: 450 Domare: Constantinos Diomis (Australien) | Apia Publik: 450 Domare: Constantinos Diomis (Australien) |
| 16:00 UTC−11 | 16:00 UTC−11 |       |         |                                                                              | Apia Publik: 450 Domare: Constantinos Diomis (Australien) | Apia Publik: 450 Domare: Constantinos Diomis (Australien) |
| 16:00 UTC−11 | 16:00 UTC−11 |       |         |                                                                              | Apia Publik: 450 Domare: Constantinos Diomis (Australien) | Apia Publik: 450 Domare: Constantinos Diomis (Australien) |

|              | 19 maj 2004  | Fiji | 0 – 3   | Vanuatu                                    | Toleofoa Joseph Blatter Soccer Complex               |                                                      |
| 14:00 UTC−11 | 14:00 UTC−11 |      | (0 – 1) | 45+?′ Lorry Thomsen 63′, 65′ Wilkins Lauru | Apia Publik: 200 Domare: Matthew Breeze (Australien) | Apia Publik: 200 Domare: Matthew Breeze (Australien) |
| 14:00 UTC−11 | 14:00 UTC−11 |      |         |                                            | Apia Publik: 200 Domare: Matthew Breeze (Australien) | Apia Publik: 200 Domare: Matthew Breeze (Australien) |
| 14:00 UTC−11 | 14:00 UTC−11 |      |         |                                            | Apia Publik: 200 Domare: Matthew Breeze (Australien) | Apia Publik: 200 Domare: Matthew Breeze (Australien) |

|              | 19 maj 2004  | Samoa              | 1 – 4   | Papua Nya Guinea                                                           | Toleofoa Joseph Blatter Soccer Complex                    |                                                           |
| 16:00 UTC−11 | 16:00 UTC−11 | Junior Michael 69′ | (0 – 2) | 16′ Reginald Davani 37′ Andrew Lepani 55′ Nathaniel Lepani 68′ Eric Komeng | Apia Publik: 300 Domare: Constantinos Diomis (Australien) | Apia Publik: 300 Domare: Constantinos Diomis (Australien) |
| 16:00 UTC−11 | 16:00 UTC−11 |                    |         |                                                                            | Apia Publik: 300 Domare: Constantinos Diomis (Australien) | Apia Publik: 300 Domare: Constantinos Diomis (Australien) |
| 16:00 UTC−11 | 16:00 UTC−11 |                    |         |                                                                            | Apia Publik: 300 Domare: Constantinos Diomis (Australien) | Apia Publik: 300 Domare: Constantinos Diomis (Australien) |

## Slutomgång
De fyra kvarstående medlemmarna (ettorna och tvåorna i grupperna i första omgången) fick sällskap av de två seedade lagen (Australien och Nya Zeeland) och deltog i en turnering där alla mötte alla i Adelaide, Australien. 
Detta räknades som oceaniska mästerskapet 2004, och de två bästa lagen från andra gruppspelet gick till final. Dessa två möten, hemma och borta, ingick inte i kvalet till VM 2006.
De två bästa lagen från denna omgång gick också vidare till finalen av det oceaniska VM-kvalet.
|  | 29 maj 2004 | Vanuatu | 0 – 1   | Salomonöarna           | Marden Sports Complex                                 |                                                       |
|  |             |         | (0 – 0) | 51′ (str.) Batram Suri | Adelaide Publik: 200 Domare: Mark Shield (Australien) | Adelaide Publik: 200 Domare: Mark Shield (Australien) |
|  |             |         |         |                        | Adelaide Publik: 200 Domare: Mark Shield (Australien) | Adelaide Publik: 200 Domare: Mark Shield (Australien) |
|  |             |         |         |                        | Adelaide Publik: 200 Domare: Mark Shield (Australien) | Adelaide Publik: 200 Domare: Mark Shield (Australien) |

|  | 29 maj 2004 | Tahiti | 0 – 0   | Fiji | Hindmarsh Stadium                                       |                                                         |
|  |             |        | (0 – 0) |      | Adelaide Publik: 3 000 Domare: Stefano Farina (Italien) | Adelaide Publik: 3 000 Domare: Stefano Farina (Italien) |
|  |             |        |         |      | Adelaide Publik: 3 000 Domare: Stefano Farina (Italien) | Adelaide Publik: 3 000 Domare: Stefano Farina (Italien) |
|  |             |        |         |      | Adelaide Publik: 3 000 Domare: Stefano Farina (Italien) | Adelaide Publik: 3 000 Domare: Stefano Farina (Italien) |

|  | 29 maj 2004 | Australien          | 1 – 0   | Nya Zeeland | Hindmarsh Stadium                                         |                                                           |
|  |             | Marco Bresciano 40′ | (1 – 0) |             | Adelaide Publik: 12 130 Domare: Claus Bo Larsen (Danmark) | Adelaide Publik: 12 130 Domare: Claus Bo Larsen (Danmark) |
|  |             |                     |         |             | Adelaide Publik: 12 130 Domare: Claus Bo Larsen (Danmark) | Adelaide Publik: 12 130 Domare: Claus Bo Larsen (Danmark) |
|  |             |                     |         |             | Adelaide Publik: 12 130 Domare: Claus Bo Larsen (Danmark) | Adelaide Publik: 12 130 Domare: Claus Bo Larsen (Danmark) |

|  | 31 maj 2004 | Nya Zeeland                                         | 3 – 0   | Salomonöarna | Marden Sports Complex                                             |                                                                   |
|  |             | Brent Fisher 36′ Duncan Oughton 81′ Aaron Lines 90′ | (1 – 0) |              | Adelaide Publik: 217 Domare: Eduardo Iturralde Gonzalez (Spanien) | Adelaide Publik: 217 Domare: Eduardo Iturralde Gonzalez (Spanien) |
|  |             |                                                     |         |              | Adelaide Publik: 217 Domare: Eduardo Iturralde Gonzalez (Spanien) | Adelaide Publik: 217 Domare: Eduardo Iturralde Gonzalez (Spanien) |
|  |             |                                                     |         |              | Adelaide Publik: 217 Domare: Eduardo Iturralde Gonzalez (Spanien) | Adelaide Publik: 217 Domare: Eduardo Iturralde Gonzalez (Spanien) |

|  | 31 maj 2004 | Australien | 9 – 0   | Tahiti | Hindmarsh Stadium                                      |                                                        |
|  |             | Tim Cahill 14′, 47′ Josip Skoko 43′ Vincent Simon 44′ (sjm.) Mile Sterjovski 51′, 61′, 74′ David Zdrilic 85′ Scott Chipperfield 89′ | (3 – 0) |        | Adelaide Publik: 1 200 Domare: Harry Attison (Vanuatu) | Adelaide Publik: 1 200 Domare: Harry Attison (Vanuatu) |
|  |             | |         |        | Adelaide Publik: 1 200 Domare: Harry Attison (Vanuatu) | Adelaide Publik: 1 200 Domare: Harry Attison (Vanuatu) |
|  |             | |         |        | Adelaide Publik: 1 200 Domare: Harry Attison (Vanuatu) | Adelaide Publik: 1 200 Domare: Harry Attison (Vanuatu) |

|  | 31 maj 2004 | Fiji            | 1 – 0   | Vanuatu | Hindmarsh Stadium                                       |                                                         |
|  |             | Veresa Toma 73′ | (0 – 0) |         | Adelaide Publik: 500 Domare: Charles Ariiotima (Tahiti) | Adelaide Publik: 500 Domare: Charles Ariiotima (Tahiti) |
|  |             |                 |         |         | Adelaide Publik: 500 Domare: Charles Ariiotima (Tahiti) | Adelaide Publik: 500 Domare: Charles Ariiotima (Tahiti) |
|  |             |                 |         |         | Adelaide Publik: 500 Domare: Charles Ariiotima (Tahiti) | Adelaide Publik: 500 Domare: Charles Ariiotima (Tahiti) |

|  | 2 juni 2004 | Australien                                                        | 6 – 1   | Fiji                  | Marden Sports Complex                                               |                                                                     |
|  |             | Adrian Madaschi 6′, 50′ Tim Cahill 39′, 66′, 75′ Ahmad Elrich 89′ | (2 – 1) | 19′ Laisiasa Gataurua | Adelaide Publik: 2 200 Domare: Eduardo Iturralde Gonzalez (Spanien) | Adelaide Publik: 2 200 Domare: Eduardo Iturralde Gonzalez (Spanien) |
|  |             |                                                                   |         |                       | Adelaide Publik: 2 200 Domare: Eduardo Iturralde Gonzalez (Spanien) | Adelaide Publik: 2 200 Domare: Eduardo Iturralde Gonzalez (Spanien) |
|  |             |                                                                   |         |                       | Adelaide Publik: 2 200 Domare: Eduardo Iturralde Gonzalez (Spanien) | Adelaide Publik: 2 200 Domare: Eduardo Iturralde Gonzalez (Spanien) |

|  | 2 juni 2004 | Tahiti | 0 – 4   | Salomonöarna                                              | Hindmarsh Stadium                                |                                                  |
|  |             |        | (0 – 3) | 9′ Henry Fa'arodo 14′, 80′ Commins Menapi 42′ Batram Suri | Adelaide Publik: 50 Domare: Leone Rakaroi (Fiji) | Adelaide Publik: 50 Domare: Leone Rakaroi (Fiji) |
|  |             |        |         |                                                           | Adelaide Publik: 50 Domare: Leone Rakaroi (Fiji) | Adelaide Publik: 50 Domare: Leone Rakaroi (Fiji) |
|  |             |        |         |                                                           | Adelaide Publik: 50 Domare: Leone Rakaroi (Fiji) | Adelaide Publik: 50 Domare: Leone Rakaroi (Fiji) |

|  | 2 juni 2004 | Vanuatu                                                           | 4 – 2   | Nya Zeeland             | Hindmarsh Stadium                                     |                                                       |
|  |             | Seimata Chilia 37′ Lexa Bibi 64′ Jean Maleb 72′ Alphose Qorig 88′ | (1 – 0) | 61′, 75′ Vaughan Coveny | Adelaide Publik: 356 Domare: Stefano Farina (Italien) | Adelaide Publik: 356 Domare: Stefano Farina (Italien) |
|  |             |                                                                   |         |                         | Adelaide Publik: 356 Domare: Stefano Farina (Italien) | Adelaide Publik: 356 Domare: Stefano Farina (Italien) |
|  |             |                                                                   |         |                         | Adelaide Publik: 356 Domare: Stefano Farina (Italien) | Adelaide Publik: 356 Domare: Stefano Farina (Italien) |

|  | 4 juni 2004 | Nya Zeeland | 10 – 00 | Tahiti | Marden Sports Complex                                 |                                                       |
|  |             | Vaughan Coveny 6′, 38′, 45′ Brent Fisher 16′, 22′, 63′ Neil Warren Jones 72′ Duncan Oughton 74′ Ryan Nelsen 82′, 87′ | (5 – 0) |        | Adelaide Publik: 200 Domare: Mark Shield (Australien) | Adelaide Publik: 200 Domare: Mark Shield (Australien) |
|  |             | |         |        | Adelaide Publik: 200 Domare: Mark Shield (Australien) | Adelaide Publik: 200 Domare: Mark Shield (Australien) |
|  |             | |         |        | Adelaide Publik: 200 Domare: Mark Shield (Australien) | Adelaide Publik: 200 Domare: Mark Shield (Australien) |

|  | 4 juni 2004 | Fiji            | 1 – 2   | Salomonöarna                        | Hindmarsh Stadium                                      |                                                        |
|  |             | Veresa Toma 21′ | (1 – 1) | 16′ Paul Kakai 82′ Mahlon Houkarawa | Adelaide Publik: 1 500 Domare: Harry Attison (Vanuatu) | Adelaide Publik: 1 500 Domare: Harry Attison (Vanuatu) |
|  |             |                 |         |                                     | Adelaide Publik: 1 500 Domare: Harry Attison (Vanuatu) | Adelaide Publik: 1 500 Domare: Harry Attison (Vanuatu) |
|  |             |                 |         |                                     | Adelaide Publik: 1 500 Domare: Harry Attison (Vanuatu) | Adelaide Publik: 1 500 Domare: Harry Attison (Vanuatu) |

|  | 4 juni 2004 | Vanuatu | 0 – 3   | Australien                             | Hindmarsh Stadium                                         |                                                           |
|  |             |         | (0 – 1) | 25′, 85′ John Aloisi 81′ Brett Emerton | Adelaide Publik: 4 000 Domare: Charles Ariiotima (Tahiti) | Adelaide Publik: 4 000 Domare: Charles Ariiotima (Tahiti) |
|  |             |         |         |                                        | Adelaide Publik: 4 000 Domare: Charles Ariiotima (Tahiti) | Adelaide Publik: 4 000 Domare: Charles Ariiotima (Tahiti) |
|  |             |         |         |                                        | Adelaide Publik: 4 000 Domare: Charles Ariiotima (Tahiti) | Adelaide Publik: 4 000 Domare: Charles Ariiotima (Tahiti) |

|  | 6 juni 2004 | Tahiti                               | 2 – 1   | Vanuatu          | Marden Sports Complex                             |                                                   |
|  |             | Axel Temataua 40′ Gabriel Wajoka 89′ | (1 – 1) | 23′ Richard Iwai | Adelaide Publik: 300 Domare: Leone Rakaroi (Fiji) | Adelaide Publik: 300 Domare: Leone Rakaroi (Fiji) |
|  |             |                                      |         |                  | Adelaide Publik: 300 Domare: Leone Rakaroi (Fiji) | Adelaide Publik: 300 Domare: Leone Rakaroi (Fiji) |
|  |             |                                      |         |                  | Adelaide Publik: 300 Domare: Leone Rakaroi (Fiji) | Adelaide Publik: 300 Domare: Leone Rakaroi (Fiji) |

|  | 6 juni 2004 | Fiji | 0 – 2   | Nya Zeeland                     | Hindmarsh Stadium                                        |                                                          |
|  |             |      | (0 – 1) | 8′ Che Bunce 56′ Vaughan Coveny | Adelaide Publik: 2 000 Domare: Claus Bo Larsen (Danmark) | Adelaide Publik: 2 000 Domare: Claus Bo Larsen (Danmark) |
|  |             |      |         |                                 | Adelaide Publik: 2 000 Domare: Claus Bo Larsen (Danmark) | Adelaide Publik: 2 000 Domare: Claus Bo Larsen (Danmark) |
|  |             |      |         |                                 | Adelaide Publik: 2 000 Domare: Claus Bo Larsen (Danmark) | Adelaide Publik: 2 000 Domare: Claus Bo Larsen (Danmark) |

|  | 6 juni 2004 | Salomonöarna            | 2 – 2   | Australien                       | Hindmarsh Stadium                                                   |                                                                     |
|  |             | Commins Menapi 43′, 75′ | (1 – 0) | 50′ Tim Cahill 52′ Brett Emerton | Adelaide Publik: 3 500 Domare: Eduardo Iturralde Gonzalez (Spanien) | Adelaide Publik: 3 500 Domare: Eduardo Iturralde Gonzalez (Spanien) |
|  |             |                         |         |                                  | Adelaide Publik: 3 500 Domare: Eduardo Iturralde Gonzalez (Spanien) | Adelaide Publik: 3 500 Domare: Eduardo Iturralde Gonzalez (Spanien) |
|  |             |                         |         |                                  | Adelaide Publik: 3 500 Domare: Eduardo Iturralde Gonzalez (Spanien) | Adelaide Publik: 3 500 Domare: Eduardo Iturralde Gonzalez (Spanien) |

### Final
Finalen av oceaniska mästerskapet 2004 spelades hemma och borta mellan gruppsegrarna.
|  | 9 oktober 2004 | Salomonöarna    | 1 – 5   | Australien                                                              | Lawson Tama Stadium                                        |                                                            |
|  |                | Batram Suri 60′ | (0 – 4) | 5′, 28′ Josip Skoko 19′ Ante Milicic 43′ Brett Emerton 79′ Ahmad Elrich | Honiara Publik: 21 000 Domare: Peter O'Leary (Nya Zeeland) | Honiara Publik: 21 000 Domare: Peter O'Leary (Nya Zeeland) |
|  |                |                 |         |                                                                         | Honiara Publik: 21 000 Domare: Peter O'Leary (Nya Zeeland) | Honiara Publik: 21 000 Domare: Peter O'Leary (Nya Zeeland) |
|  |                |                 |         |                                                                         | Honiara Publik: 21 000 Domare: Peter O'Leary (Nya Zeeland) | Honiara Publik: 21 000 Domare: Peter O'Leary (Nya Zeeland) |

|  | 12 oktober 2004 | Australien                                                                                             | 6 – 0   | Salomonöarna | Sydney Football Stadium                            |                                                    |
|  |                 | Ante Milicic 5′ Harry Kewell 8′ Tony Vidmar 60′ Archie Thompson 79′ Ahmad Elrich 82′ Brett Emerton 89′ | (2 – 0) |              | Sydney Publik: 19 208 Domare: Leone Rakaroi (Fiji) | Sydney Publik: 19 208 Domare: Leone Rakaroi (Fiji) |
|  |                 | |         |              | Sydney Publik: 19 208 Domare: Leone Rakaroi (Fiji) | Sydney Publik: 19 208 Domare: Leone Rakaroi (Fiji) |
|  |                 | |         |              | Sydney Publik: 19 208 Domare: Leone Rakaroi (Fiji) | Sydney Publik: 19 208 Domare: Leone Rakaroi (Fiji) |

Australien blev oceaniska mästare 2004, och kvalificerade för Fifa Confederations Cup 2005.

## Målskyttar

### Slutspel
6 mål
| - Tim Cahill | - Vaughan Coveny |  |

4 mål
| - Brett Emerton | - Brent Fisher | - Commins Menapi |  |

3 mål
| - Ahmad Elrich | - Josip Skoko | - Mile Sterjovski | - George Suri |

2 mål
| - John Aloisi - Ante Milicic | - Adrian Madaschi - Veresa Toma | - Ryan Nelsen | - Duncan Oughton |

1 mål
| - Marco Bresciano - Scott Chipperfield - Harry Kewell - Archie Thompson - Tony Vidmar | - David Zdrilic - Laisiasa Gataurua - Che Bunce - Neil Jones - Aaron Lines | - Henry Fa'arodo - Mahlon Houkarawa - Paul Kakai - Gabriel Wajoka - Axel Temataua | - Lexa Bibi - Richard Iwai - Jean Maleb - Seimata Chilia - Alphose Qorig |

Självmål
- Vincent Simon (1)

### Kvalspel och slutspel
7 mål
- Veresa Toma

6 mål
| - Tim Cahill | - Michel Hmae | - Vaughan Coveny | - Reginald Davani |

4 mål
| - Brett Emerton - Laisiasa Gataurua - Brent Fisher | - Andrew Lepani - Batram Suri | - Henry Fa'arodo - Commins Menapi | - Jean Maleb - Etienne Mermer |

3 mål
| - Ahmad Elrich - Josip Skoko - Mile Sterjovski | - Seveci Rokotakala - Waisake Sabutu | - Alick Maemae - Axel Temataua | - Seimata Chilia - Alphose Qorig |

2 mål
| - John Aloisi - Ante Milicic - Esala Masinisau - José Hmae | - Pierre Wajoka - Ryan Nelsen - Duncan Oughton - Paul Komboi | - Mauri Wasi - Tama Fasavalu - Junior Michael - Commins Menapi | - Gideon Omorokio - Jack Samani - Gabriel Wajoka - Wilkins Lauru |

1 mål
| - Natia Natia - Marco Bresciano - Scott Chipperfield - Harry Kewell - Adrian Madaschi - Archie Thompson - Tony Vidmar - David Zdrilic - John Pareanga | - Pita Rabo - Thomas Vulivuli - Ramon Djamali - Robert Kaume - Paul Poatinda - Che Bunce - Neil Jones - Aaron Lines - Eric Komeng | - Michael Lohai - Nathaniel Lepani - Dennis Bryce - George Suri - Mahlon Houkarawa - Paul Kakai - Leslie Leo - Stanley Waita | - Rino Moretta - Vincent Simon - Mark Uhatahi - Viliami Vaitaki - Lexa Bibi - Richard Iwai - Moise Poida - Lorry Thomsen |

Självmål
- Vincent Simon (1)